# Roderick Briffa
Roderick Briffa (Birchircara, 24 agosto 1981) è un ex calciatore maltese, di ruolo difensore.

## Carriera

### Club
È cresciuto nel settore giovanile del Birkirkara, squadra della sua città natale, con cui ha giocato fino al 2007, vincendo due campionati maltesi e due Coppe di Malta. Successivamente si è trasferito allo Sliema Wanderers, dove è rimasto fino al gennaio del 2009, quando è stato ingaggiato dal Valletta. Con quest'ultimo club ha vinto altri due titoli nazionali e una Coppa di Malta.

### Nazionale
Ha fatto parte della nazionale maltese dal 2001 al 2018, segnando il suo primo gol il 12 ottobre 2012 nella partita valida per le qualificazioni ai Mondiali del 2014, terminata con una sconfitta per 1-3 contro la Repubblica Ceca.

## Palmarès

### Club
- Campionato maltese: 4

Birkirkara: 1999-2000, 2005-2006
Valletta: 2010-2011, 2011-2012
- Coppa di Malta: 3

Birkirkara: 2002-2003, 2004-2005
Valletta: 2009-2010

### Individuale
- Calciatore maltese dell'anno: 2

2010-2011
2015-2016